# Acanthodactylus gongrorhynchatus
Espèce
Statut de conservation UICN

 DD  : Données insuffisantes
Acanthodactylus gongrorhynchatus est une espèce de sauriens de la famille des Lacertidae.

## Répartition
Cette espèce se rencontre dans l'est de l'Arabie saoudite et aux Émirats arabes unis.

## Publication originale
- Leviton & Anderson, 1967 : Survey of the reptiles of the Sheikdom of Abu Dhabi, Arabian Peninsula. Part II. Systematic account of the collection of reptiles made in the Sheikdom of Abu Daby by John Gasperetti. Proceedings of the California Academy of Sciences, ser. 4, vol. 35, p. 157-192 (texte intégral).